# 3 marzo
Il 3 marzo è il 62º giorno del calendario gregoriano
(il 63º negli anni bisestili).
Mancano 303 giorni alla fine dell'anno.

## Eventi
- 1431 – Elezione di papa Eugenio IV;
- 1426 – La Repubblica di Venezia dichiara guerra a Milano;
- 1517 – Avvistamento della prima città Maya di Tulum, da parte dei Conquistadores, sulle coste dell'attuale Yucatan;
- 1585 – Inaugurazione a Vicenza del Teatro Olimpico progettato da Andrea Palladio;
- 1791 – Fondazione della Zecca degli Stati Uniti;
- 1820 – Il Congresso degli Stati Uniti approva il Compromesso del Missouri;
- 1845 – La Florida viene ammessa come 27º Stato degli USA;
- 1849 – Il Territorio del Minnesota viene organizzato come divisione politica degli Stati Uniti;
- 1857 – Francia e Regno Unito dichiarano guerra alla Cina;
- 1863 – Il Territorio dell'Idaho viene organizzato come divisione politica degli Stati Uniti;
- 1878 – La Bulgaria ottiene l'indipendenza dall'Impero ottomano;
- 1891 – Papa Leone XIII pubblica l'enciclica "In Ipso", sulla opportunità della convocazione annuale di congressi dei vescovi;
- 1904 – Il Kaiser Guglielmo II di Germania diventa la prima persona a effettuare una registrazione sonora di un documento politico, usando il cilindro di Thomas Edison;
- 1905 – Lo zar Nicola II di Russia accetta la creazione di un'assemblea eletta (la Duma);
- 1910 – Fondazione Rockefeller: John Davison Rockefeller annuncia il suo ritiro dagli affari per potersi dedicare pienamente alle sue attività filantropiche;
- 1912 – Guerra italo-turca: le forze italiane respingono un'offensiva turca sul Bu Msafer;
- 1915 – Viene fondata la NACA, precorritrice della NASA;
- 1918 – Germania, Austria e Russia firmano il Trattato di Brest-Litovsk, che pone fine al coinvolgimento russo nella prima guerra mondiale, e porta all'indipendenza di Finlandia, Estonia, Lettonia, Lituania e Polonia;
- 1924 - La Grande Assemblea Nazionale Turca della costituita Repubblica di Turchia dichiara decaduto l'istituto califfale ed esilia l'ultimo califfo, Abdul Megid II;
- 1931 – Gli Stati Uniti adottano The Star-Spangled Banner come inno nazionale;
- 1933 – Viene inaugurato il Memoriale nazionale del Monte Rushmore;
- 1939 – A Bombay, Mohandas Gandhi incomincia a digiunare per protesta contro il governo autocratico dell'India;
- 1944 – A Balvano si consuma la "Sciagura del treno 8017", la più grave sciagura ferroviaria italiana con oltre 500 morti;
- 1945
  - Seconda guerra mondiale: centinaia di persone muoiono a L'Aia dopo che la Royal Air Force bombarda per errore un'area civile della città;
  - Seconda guerra mondiale: si conclude la battaglia di Manila con la vittoria delle truppe degli Alleati;
  - Seconda guerra mondiale: la precedentemente collaborazionista Finlandia dichiara guerra alle Potenze dell'Asse;
- 1955 – Elvis Presley appare in televisione per la prima volta;
- 1958 – Nuri al-Sa'id diventa primo ministro dell'Iraq per la quattordicesima volta;
- 1961 – Hasan II diventa re del Marocco;
- 1964 – Felice Ippolito viene arrestato per presunte irregolarità gestionali nel CNEN;
- 1969
  - In un tribunale di Los Angeles, Sirhan Sirhan ammette di aver ucciso il candidato alla presidenza Robert F. Kennedy;
  - Programma Apollo: la NASA lancia l'Apollo 9 per sperimentare il Modulo Lunare Apollo;
  - Nasce la United States Navy Fighter Weapons School, comunemente conosciuta come Top Gun, presso la base navale di Miramar;
- 1970 – Viene istituita per decreto-legge la provincia di Isernia per scorporo della preesistente provincia di Campobasso;
- 1971 – Inizio della guerra indo-pakistana del 1971 e ingresso ufficiale dell'India nella guerra di liberazione del Bangladesh in aiuto di Mukti Bahini;
- 1972 – La NASA lancia la sonda spaziale Pioneer 10;
- 1974
  - Funzionari cattolici e luterani raggiungono un accordo per un'eventuale riconciliazione in una comunione, segnando il primo accordo tra le due chiese dai tempi della Riforma;
  - Il volo Turkish Airlines 981 si schianta in una foresta vicino a Parigi, provocando 346 vittime;
- 1991 – Un video amatoriale mostra il pestaggio di Rodney King da parte di agenti della polizia di Los Angeles;
- 1995 – In Somalia, finisce la missione di peacekeeping delle Nazioni Unite;
- 1999 – Bertrand Piccard e Brian Jones incominciano il loro tentativo riuscito di circumnavigare il globo senza scalo a bordo di una mongolfiera;
- 2002 – I cittadini svizzeri votano a favore dell'ingresso del loro paese nell'ONU;
- 2007 – In Italia, attorno alle ore 00:30, si verifica un'eclisse lunare totale.;
- 2017 – Nintendo Switch, la console di Nintendo, esce per il pubblico.

## Nati
Ci sono circa 1 350 voci su persone nate il 3 marzo; vedi la pagina Nati il 3 marzo per un elenco descrittivo o la categoria Nati il 3 marzo per un indice alfabetico.

## Morti
Ci sono circa 560 voci su persone morte il 3 marzo; vedi la pagina Morti il 3 marzo per un elenco descrittivo o la categoria Morti il 3 marzo per un indice alfabetico.

## Feste e ricorrenze

### Civili
- Giornata mondiale della fauna selvatica

- Giornata mondiale dell'udito

- Bulgaria – ricorrenza della fine del dominio ottomano nel 1878
- Giappone – Hinamatsuri: tradizionale festa per le ragazze.

### Religiose
Cristianesimo:
- Sant'Anselmo di Nonantola, abate
- Sant'Artelaide di Benevento, vergine
- San Caluppano, eremita in Alvernia
- Santa Camilla, vergine
- Santa Katharine Mary Drexel, fondatrice delle Suore del SS. Sacramento
- Santi Cleonico ed Eutropio, martiri
- Santa Cunegonda, imperatrice, moglie di Enrico II
- Santi Emeterio e Cheledonio, martiri in Spagna
- Santi Marino di Cesarea e Asterio, martiri
- Santa Non, madre di San Davide di Menevia
- Santi Nove fratelli Chercheulidze, martiri (Chiese orientali)
- Santa Piamun, vergine in Egitto
- Santa Teresa Eustochio Verzeri, fondatrice della congregazione delle Figlie del Sacro Cuore di Gesù
- San Tiziano di Brescia, vescovo
- San Vinvaleo di Landévennec (Gwenole), abate
- Beato Benedetto Sinigardi da Arezzo, francescano
- Beato Federico di Hallum
- Beato Giacomino de' Canepacci, carmelitano
- Beato Innocenzo da Berzo, sacerdote
- Beato Liberato Weiss, martire
- Beato Michele Pio Fasoli, martire
- Beato Pierre-René Rogue, sacerdote vincenziano, martire
- Beato Pietro Geremia, domenicano
- Beato Samuele Marzorati, martire